# Bauerbach (Thüringen)
Bauerbach is een ortsteil van de gemeente Grabfeld in de Duitse deelstaat Thüringen. Tot 1 januari 2012 was Bauerbach een zelfstandige gemeente.